# Корого
Корого́ (фр. Korhogo) — город на севере Кот-д’Ивуара. Административный центр области Саван, а также одноимённого департамента.

## Географическое положение
Город находится в центральной части области, к западу от реки Белая Бандама, на расстоянии приблизительно 295 километров к северу от столицы страны Ямусукро. Абсолютная высота — 426 метров над уровнем моря.

## Население
| Год  | Численность | Численность |
| ---- | ----------- | ----------- |
| 1922 | 4978        |             |
| 1965 | 24 000      |             |
| 1975 | 45 250      |             |
| 1988 | 109 655     |             |
| 1998 | 142 039     | [ 5 ]       |
| 2012 | 225 547     | [ 6 ]       |
| 2014 | 286 071     | [ 6 ]       |
| 2021 | 440 926     | [ 7 ]       |

## Экономика
Основой экономики города служит сельское хозяйство. В окрестностях Корого выращивают ямс, арахис, кукурузу, рис, а также хлопок, который является главным продуктом городского экспорта.
В Корого и окрестных поселениях процветают народные промыслы. Местные ремесленники изготавливают деревянные маски, изделия из металла, плетут корзины.

## Транспорт
В 5 километрах к юго-востоку от города расположен одноимённый аэропорт.